# Вињоле (Белуно)
Вињоле (итал. Vignole) је насеље у Италији у округу Белуно, региону Венето.
Према процени из 2011. у насељу је живело 294 становника. Насеље се налази на надморској висини од 373 м.